# Mount Hleven
Mount Hleven (englisch; bulgarisch връх Хлевен wrach Chlewen) ist ein vereister und 1700 m hoher Berg im westantarktischen Ellsworthland. Er ragt 9,63 km nordöstlich des Bezden Peak, 5,66 km ostsüdöstlich des Mount Schmid, 6,37 km südwestlich des Mount Tegge und 7,83 km nordwestlich des Zimornitsa Peak in den Bangey Heights auf der Ostseite des nordzentralen Teils der Sentinel Range im Ellsworthgebirge auf. Der Padala-Gletscher liegt westlich, der untere Abschnitt des Embree-Gletschers nördlich und derjenige des Kopsis-Gletschers südöstlich von ihm.
US-amerikanische Wissenschaftler kartierten ihn 1961 und 1988. Die bulgarische Kommission für Antarktische Geographische Namen benannte ihn 2014 nach dem Berg Chlewen im bulgarischen Piringebirge.